# Jakor
Jakor (Psittacus) är ett fågelsläkte i familjen Västpapegojor inom ordningen papegojfåglar: Släktet omfattar här två arter med naturlig förekomst i Västafrika och Centralafrika:
- Gråjako (P. erithacus)
- Västlig jako (P. timneh) – behandlas ofta som underart till erithacus[2]